# La Santísima Trinidad de Paraná

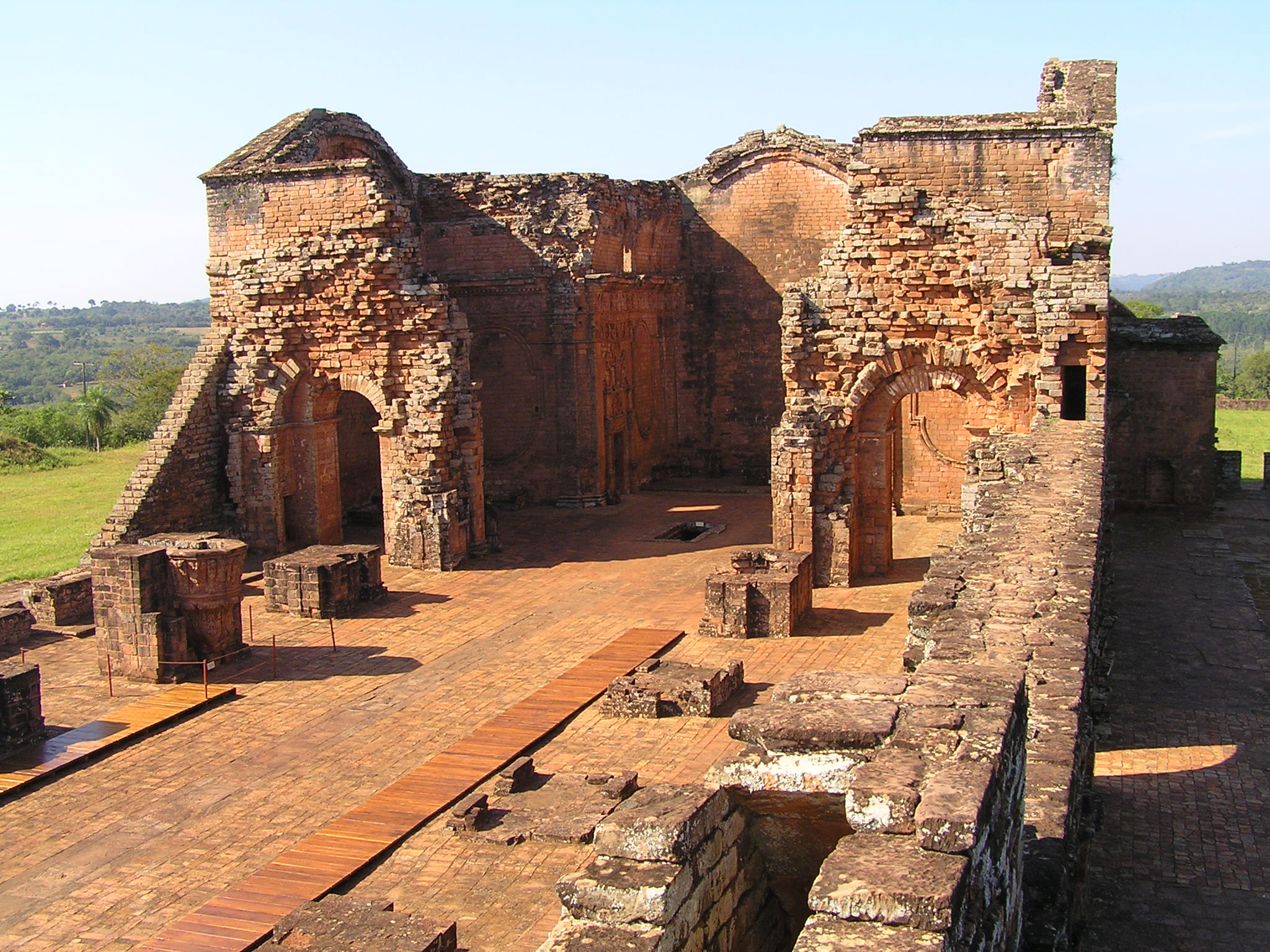
Ruinen der Jesuiten-Kirche von Trinidad

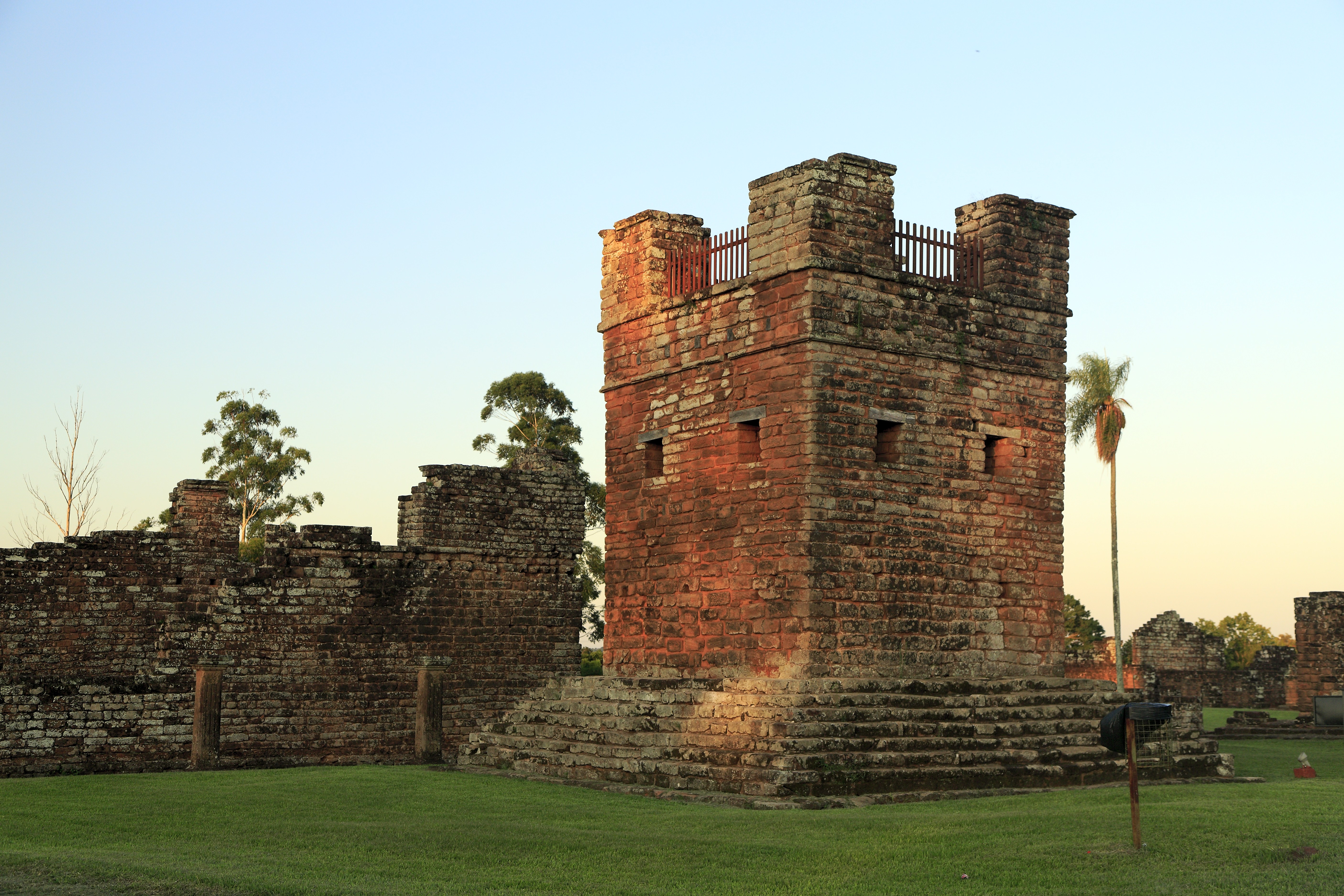
Glockenturm der ersten Kirche

La Santísima Trinidad de Paraná (‚Die Allerheiligste Dreifaltigkeit zu Paraná‘) ist eine ehemalige Jesuitenreduktion im Distrikt Trinidad im Departamento Itapúa, Paraguay.
Die Ruinen der Anlage befinden sich unweit des Zentrums des modernen Ortes Trinidad und liegt 28 km von der paraguayischen Grenzstadt Encarnación entfernt. Die ehemalige Jesuiten-Reduktion wurde 1706 von dem Priester Juan de Anaya gegründet, 1728 hatte sie etwa 4000 Bewohner. 1993 wurde sie gemeinsam mit der Reduktion Jesús de Tavarangüe von der UNESCO zum Weltkulturerbe der Menschheit erklärt.
Anfang des 17. Jahrhunderts machten die Jesuiten im heutigen 3-Länder-Gebiet Brasilien-Argentinien-Paraguay den Versuch, das Urchristentum mit der indianischen Bevölkerung zu vereinen. Den Missionaren gelang es, dass die Guaraní-Indianer ihre angestammte Heimat in den Urwäldern und ihr Nomadenleben aufgaben und sich in den Jesuitensiedlungen sesshaft machten. Unter Führung der Jesuiten entstanden so große Leistungen im Kunsthandwerk, Ackerbau und in der Viehzucht. Die Guaraní konnten sich in den angelegten Städten auch lange Zeit gegen die nachkommenden Sklavenjäger zur Wehr setzen. 1767 wurden die Jesuiten jedoch endgültig vertrieben und der Zerfall der Städte begann. Die Indianer blieben entweder ihrem eigenen Schicksal überlassen oder wurden von den spanischen Kolonialherren zur Sklavenarbeit herangezogen.
Heute noch sehenswert sind die Überreste der von Juan Bautista Prímoli geplanten Kirche mit dem Glockenturm, dem Taufbecken, der Kanzel und der Sakristei. La Santisima Trinidad de Paraná gilt dank des der ebenfalls bestehenden Überreste vom Hauptplatz, des Friedhofs und der Wohngebäude der Indianer als am besten erhaltene Jesuitenreduktion der Region.